# سرآب کرند
سراب کرند (به کردی: سه‌راو کرن)، نام سرابی زیبا و توریستی در شهر کرند در شهرستان دالاهو می‌باشد.

## ویژگی‌های منطقه
محورهای گردشگری، جاذبه‌های کوهستانی، پوشش گیاهی و طبیعی مصنوع (باغات)، ارتفاعات زیبا، مسیر کوهنوردی و صخره‌های زیبا، آب و هوای مطبوع، طبیعت زیبا و بکر و چشمه‌های روان و خروشان از ویژگی‌های منطقۀ نمونۀ گردشگری «سراب کرند» در شهرستان دالاهو است، همچنین آب آشامیدنی شهر کرند غرب از این سراب تأمین می‌شود.

## قابلیت‌ها و پتانسیل‌ها
در این منطقه زمینه سرمایه‌گذاری برای ایجاد و احداث کمپ ورزش کوهنوردی، احداث مجتمع تفریحی توریستی، احداث مرکز همایش‌ها، کمپینگ، ویلا، احداث فضاهای فرهنگی و تجاری، احداث فضاهای ورزشی، احداث آبشار مصنوعی، قابلیت کوهنوردی، کایت‌سواری، برگزاری تورهای علمی، انجام تورهای موتور سواری و دوچرخه سواری کوهستان، وجود باغات میوه، فعالیت شکار و طبیعت، وجود چشمه‌های آب و جویبارهای روان در منطقه، تنوع پوشش گیاهی و نزدیکی به شهرستان دالاهو تنها بخشی از مزیت‌ها، فرصت‌ها و قابلیت‌های منطقه نمونه گردشگری «سراب کرند» است.